# Cinema Europa
El Cinema Europa fue una antigua sala de cine situada en la ciudad española de Madrid. El edificio conservado se encuentra en el n.º 160 de la calle de Bravo Murillo, en el distrito de Tetuán. Fue diseñado por el arquitecto Luis Gutiérrez Soto en el año 1928. En 1995 se rehabilitó como edificio comercial.

## Arquitectura
Este edificio en esquina se resuelve en su exterior con una imagen que evoca el expresionismo del alemán Erich Mendelsohn. Un exquisito juego de volúmenes con una galería acristalada volcada sobre la calle y un retranqueo en la última planta, en donde hace un juego con ladrillo visto en varios planos, como remate del edificio. Los muros estaban enfoscados en un color gris oscuro, imitación a hormigón, con lo que las impostas enfatizan la expresividad del edificio.
Su interior tenía un estilo racionalista y funcional, en planta baja un amplio vestíbulo y el patio de butacas sin apenas adornos, tan sólo el enmarcado de la pantalla, elevada sobre una tarima, pues la sala también estaba concebida para que se pudieran celebrar conciertos (en el actuó por primera vez Antonio Machín en Madrid), conferencias y mítines. Se combinaba con un amplio bar exterior que ocupaba la esquina cilíndrica.
En la planta alta, la platea estaba sostenida por una única viga de gran canto, con cerchas de acero en cajón, y el bar propio del cine tenía iluminación natural mediante unos grandes ventanales que daban a la fachada principal, en la vertical de las puertas de acceso. Por encima tenía un anfiteatro, siendo en su momento una de las salas de España con mayor capacidad de espectadores.
En la fachada al callejón de Bravo Murillo se abrían grandes portones en previsión de una rápida evacuación en caso de incendio o accidente. Una primera gran reforma se produjo en los años 1950, en la que desapareció el bar exterior.
Durante la guerra civil, el Cinema Europa fue uno de los centros del anarquismo madrileño, un cuartel de las milicias confederales y ateneo libertario. Entre los numerosos acontecimientos históricos de los que fue testigo figuran el representativo mitin electoral de Largo Caballero el 10 de febrero de 1936 en el que llegó a afirmar: “Si los socialistas son derrotados en las urnas, irán a la violencia, pues antes que el fascismo preferimos la anarquía y el caos”, así como el último mitin de José Antonio Primo de Rivera antes de ser fusilado, en el que ante un abarrotado aforo, hizo presentación el 2 de febrero de 1936, del himno falangista "Cara al Sol". Durante la guerra civil española y enmarcado en la Revolución proletaria del primer año de guerra, los sótanos de este cine se convirtieron en checa y centro de detención, tortura y asesinato.

### Rehabilitación
1. Tras permanecer varios años cerrado, en 1995, una rehabilitación en el límite de la legislación convirtió el edificio en una macro-tienda. Cuatro años después, el arquitecto Enrique Domínguez Uceta escribía en el diario El Mundo del 19 de junio de 1999: "La volumetría exterior mantiene el impulso expresionista que Gutiérrez Soto tomó de Mendelsohn, y la fachada conserva forma y materiales constructivos, pero una demencial carpintería dorada destruye el efecto del conjunto con su brillo chillón. Algo similar sucede con el rótulo que identifica a la empresa: está hecho en una larga banda horizontal que, bien tratada, podría subrayar la composición de la fachada, pero su ostentosa falta de interés demuestra que el edificio sigue en pie por obligación legal, no por respeto a la obra".